# هربرت همبلتون
هربرت همبلتون (انگلیسی: Herbert Hambleton; ۲۵ آوریل ۱۸۹۶ – ۱ ژانویهٔ ۱۹۸۵) بازیکن فوتبال اهل انگلستان بود.
وی همچنین در تیم فوتبال المپیک بریتانیای کبیر بازی کرده‌است.